# Château de Chappes
Pour l’article homonyme, voir Château de Chappes (Aube).
Le château de Chappes  est un château fort situé à Ferrières-sur-Sichon (France).

## Localisation
Le château est situé sur la commune de Ferrières-sur-Sichon, à 25 km au sud-est de Vichy, dans le département de l'Allier, en région Auvergne-Rhône-Alpes,

## Description
Le château de Chappes est entouré de douves alimentées par un canal. Le logis et les dépendances délimitent une cour précédant l'ensemble fortifié. Il existait quatre tours rondes mais les deux tours ouest ont disparu. Les bâtiments comportent trois étages et la façade ouest comprend une tourelle d'escalier.

## Historique
Le château de Chappes a été bâti au début du XVe siècle.
Il a été en partie inscrit comme monument historique le 9 juin 1992 : le canal, les douves, le corps de logis et les deux tours rondes restantes ainsi qu'une partie des décors intérieurs.